# يان الأول ألبرت
يان الأول ألبرت (بالبولندية: Jan I Olbracht)‏ (و. 1459 – 1501 م) هو ملك بولندا، ولد في كراكوف وتوفي في تورون عن عمر يناهز 42 عاماً.

## مناصب
تولى منصب ملك بولندا ‏ (23 سبتمبر 1492–17 يونيو 1501).
| المناصب السياسية | المناصب السياسية                          | المناصب السياسية |
| ---------------- | ----------------------------------------- | ---------------- |
| سبقه             | ملك بولندا 23 سبتمبر 1492 - 17 يونيو 1501 | تبعه             |